# هیلتون کولونی
هیلتون کولونی (به لاتین: Hilton Colony) یک منطقهٔ مسکونی در سری‌لانکا است که در استان مرکزی (سری‌لانکا) واقع شده‌است.